# Síndrome d’insensibilitat androgènica
La síndrome d'insensibilitat androgènica (SIA) o síndrome d'insensibilitat als andrògens o síndrome de Morris és un trastorn d'intersexualitat que dona lloc a la incapacitat parcial o completa de la cèl·lula de respondre als andrògens. La falta de resposta de la cèl·lula davant la presència d'hormones androgèniques pot perjudicar o evitar la masculinització dels genitals masculins durant el desenvolupament fetal, a més de deteriorar o impedir el desenvolupament de característiques sexuals secundàries masculines a la pubertat, però no afecta significativament el desenvolupament dels genitals sexuals femenins. Com a tal, la insensibilitat als andrògens és clínicament important només quan es produeix en homes masculins genètics (és a dir, individus amb un cromosoma Y, o més concretament, un gen SRY). Els fenotips clínics d'aquests individus van des d'un aspecte masculí típic amb un defecte espermatogènic lleu o un pèl terminal reduït, fins a un aspecte femení complet, malgrat la presència d'un cromosoma Y.
La SIA es divideix en tres categories que es diferencien pel grau de masculinització genital: la síndrome d'insensibilitat androgènica completa s'indica quan els genitals externs són típicament femenins; La síndrome d'insensibilitat androgènica lleu s'indica quan els genitals externs són típicament masculins, i s'indica la síndrome d'insensibilitat androgènica parcial quan els genitals externs són parcialment, però no totalment, masculinitzats. La síndrome d'insensibilitat androgènica és la major entitat única que condueix a un genitalisme 46,XY inframasculinitzat.
Com que no hi ha cap mètode per corregir el mal funcionament de les proteïnes del receptor androgènic el tractament és simptomàtic; tractaments que inclouen l'assignació de sexe, genitoplàstia, gonadectomia en relació amb el risc de tumors, teràpia hormonal substitutiva, assessorament genètic i assessorament psicològic.